# Boron
Boron és un municipi francès, es troba al departament del Territori de Belfort, a la regió de Borgonya - Franc Comtat. L'any 2018 tenia 484 habitants.

## Demografia
| 1962 | 1968 | 1975 | 1982 | 1990 | 1999 | 2006 |
| ---- | ---- | ---- | ---- | ---- | ---- | ---- |
| 187  | 189  | 227  | 291  | 356  | 351  | 401  |